# Karl Müller (misjolog)
Karl Müller SVD (ur. 25 stycznia 1918 w Gołogórze, zm. 28 lutego 2001 w Sankt Wendel) – niemiecki werbista, misjolog, ekumenista, twórca podstaw współczesnej misjologii. 

## Życiorys
Był synem Karola i Jadwigi z domu Belgrad (rolników). Ochrzczony został 31 stycznia 1918. Rodzina była bardzo religijna. W dzieciństwie i młodości czytał werbistowskie czasopisma misyjne kolportowane na Warmii, co zaważyło o jego decyzji zostania misjonarzem. W wieku dwunastu lat rozpoczął naukę w Domu Misyjnym św. Wojciecha w Pieniężnie, a potem kontynuował ją w gimnazjum prowadzonym przez werbistów (1930–1936). Maturę zdał w 1937 w Domu Misyjnym Świętego Krzyża w Nysie i od razu zgłosił się do nowicjatu, który przez rok odbywał w Domu Misyjnym św. Jana w wirtemberskim Blönried. Od 1938 studiował w Misyjnym Seminarium Księży Werbistów w Sankt Augustin koło Bonn. Pierwsze śluby zakonne złożył w 1939.  
W październiku 1940 otrzymał powołanie do Wehrmachtu. Walczył w Norwegii, Rosji, Francji i Holandii. Szlak bojowy zakończył w Zagłębiu Saary. 
We wrześniu 1945 rozpoczął studia teologiczne w Sant Augustin. 18 września 1948 otrzymał święcenia kapłańskie. Studia seminaryjne ukończył wiosną 1949 i przez pół roku nauczał języków klasycznych w Domu Misyjnym św. Józefa w nadreńskim Geilenkirchen. 
Jesienią 1949 rozpoczął studia misjologiczne na Papieskim Uniwersytecie Gregoriańskim w Rzymie. Doktoryzował się w 1952 (praca Uniwersalne myśli zbawcze Apostoła Narodów Pawła w listach do Galatów i Rzymian). W tym czasie przejął i do 1960 prowadził wykłady z misjologii w Misyjnym Seminarium Duchownym Księży Werbistów w Sankt Augustin (wrócił do nich jeszcze w latach 1983–1986). Od 1960 do 1962 był rektorem prowadzonego przez werbistów Kolegium św. Piusa X w Monachium oraz dyrektorem rocznego studium pastoralnego dla neoprezbiterów. Zainicjował wówczas serię wydawniczą Studia Instituti Missiologici Societas Verbi Divini, której był potem redaktorem. W 1962 doktoryzował się z teologii na Uniwersytecie Wilhelma w Münster z zakresu misji katolickich w Togo.  
W latach 1962–1982 piastował następujące stanowiska w zakonie werbistów: sekretarz do spraw studiów i wychowania (1962-1967), wicegenerał (1967-1977) oraz sekretarz do spraw misji (1977–1982, mandat przedłużono mu o rok, do 1983). W czasie Soboru Watykańskiego II przygotowywał, wraz z ojcem generałem Janem Schütte, dekret misyjny Ad gentes divinitus. Prowadził pertraktacje z lokalnymi administracjami w sprawie przejęcia nowych terenów misyjnych: w Indonezji (Jawa, Kalimantan, Irian Jaya, Timor Wschodni) i Togo (1974), Nikaragui (1980), Botswanie, Zambii i Zimbabwe (1981), Boliwii (1982) oraz Korei Południowej i Kenii (1984). Od 1983 do 1992 kierował Instytutem Misjologicznym w Sankt Augustin. W latach 1983–1986 był też dyrektorem Instytutu "Anthropos" w Sankt Augustin.  
W 1977 otrzymał zaproszenie do współpracy z Komisją Misyjną Światowej Rady Kościołów, jak również nominację na jej obserwatora i doradcę. W 1984 nominowano go na członka dwustronnej komisji dialogu między Kościołami rzymskokatolickim i baptystycznym. Od 1990 należał również do komisji dialogu z Kościołami zielonoświątkowymi. 
Ostatnie miesiące życia spędził w oddziale chorych domu prowincjonalnego w Południowej Prowincji Księży Werbistów w Sankt Wendel, gdzie zmarł i został pochowany na cmentarzu przyklasztornym. 
W 1970 odwiedził Pieniężno, Olsztyn i dom rodzinny oraz grób ojca i siostry w Gołogórze. W 1983 ponownie odwiedził Warmię, a także wygłosił wykład podczas seminarium misjologicznego na warszawskiej Akademii Teologii Katolickiej.

## Publikacje
Napisał 130 artykułów i rozpraw naukowych. Do najważniejszych z nich należą:
- Geschichte der katolischen Kirchen in Togo (1958, w 1968 po francusku),
- Missionstudien (1962),
- The Renewal Chapters of the Society of the Divine World (1982),
- Friedrich Schwager (1876-1929), Pionier katolischer Missionwiessenschaft (1984),
- Missiontheologie: Eine Einführung mit Beitragen von Hans-Werner Gensichen und Horst Rzepkowski (1985, tłumaczona na sześć języków, w tym polski, jako Teologia misji w 1989),
- Lexikon missiontheologischer Grundbeffe, herausgegeben mit Theo Sundermeier (1987),
- Josef Schmidlin (1876-1944): Papsthistoriker und Begründer der katolischen Missionwiesentschaft (1989),
- Enietung in die Missiongeschichte herausgegeben mit Wemer Ustorf (1995),
- Kontemplation und Mission. Steyler Anbetungsschwestern 1896-1996 (1996)[1].

## Rodzina
Miał dwie siostry i dwóch braci.